# Renier Brus
 (mai 2025).
Renier Brus (latin : Rainerius Brusco), mort après le 5 février 1138, est le premier seigneur de Banias, dans la principauté de Galilée.
Il est investi de la seigneurie de Banias en 1128, qu'il reçoit comme fief héréditaire, après que les Nizârites, également connus comme la secte des Assassins, en ait fait don au roi Baudouin II de Jérusalem. Renier possédait déjà les terres d'Assebebe, qu'il fusionne avec Banias.
Renier contracte deux mariage. Sa première femme est faite prisonnière par les musulmans vers 1133 lorsque des troupes de Damas conquièrent la ville de Banias en son absence. Peu de temps après sa libération en 1135, il la laisse entrer dans un couvent après avoir appris qu'elle avait été violée pendant sa captivité. Après sa mort, il épouse en secondes noces Agnès de Bures, parente de Guillaume Ier de Bures, prince de Galilée, mais ils n'ont pas de postérité ensemble. Après son veuvage, cette dernière épouse en secondes noces Géraud Granier, comte de Sidon, avec qui il a un enfant.
De son premier pariage, Renier a eu au moins un enfant :
- une fille, qui épouse Onfroy II de Toron, seigneur de Toron et connétable du royaume de Jérusalem, et qui succède à son père.

Par la suite, les croisés parviennent à reprendre Banias en 1137 ou 1138, qui est alors rendue à Renier. Il apparait pour la dernière fois dans les archives le 5 février 1138, et meurt probablement peu après.